# Баришано
Бариша̀но (на италиански: Barisciano, на местен диалект Varissànë, Варисанъ) е село и община в Южна Италия, провинция Акуила, регион Абруцо. Разположено е на 940 m надморска височина. Населението на общината е 1854 души (към 2010 г.).